# حمله کلیسای اوو
در روز ۵ ژوئن ۲۰۲۲ یک تیراندازی جمعی و بمب کنارجاده‌ای در کلیسا کاتولیک در شهر اوو، ایالت اوندو نیجریه به وقوع پیوست.

## حمله
این حمله تروریستی در کلیسای کاتولیک سنت فرانسیس خاویر در منطقه دولت محلی اوو حدود ساعت ۱۱:۳۰ صبح رخ داد. عبادت کنندگان داخل کلیسا در حال برگزاری مراسم عید پنجاهه بودند. تروریست‌ها با لباس‌های مبدل وارد کلیسا شدند، آنها کیسه‌هایی که در داخل آن سلاح‌های گرم خود را پنهان کرده بودند، حمل می‌کردند. تروریست‌ها مواد منفجره دست‌ساز را درست بیرون ساختمان منفجر کردند و شروع به شلیک کردند. برخی از عاملان به‌طور مستقیم به داخل ساختمان شلیک کردند. مهاجمان که خود را به عنوان نمازگزار درآورده بودند، اسلحه‌های خود را بیرون آوردند و به پسری که در ورودی آب نبات می‌فروخت تیراندازی کردند و سپس به سوی عبادت‌کنندگان آتش گشودند و به هر کسی که می‌دیدند حرکت می‌کند یا می‌خواهد بلند شود تیراندازی می‌کردند. چندین رهگذر نیز مورد اصابت گلوله قرار گرفتند. فیلم‌ها، اجساد قربانیان را نشان می‌داد که در حوضچه‌های خون روی زمین افتاده بودند. بازدیدکنندگان کلیسا سعی کردند از ساختمان فرار کنند، اما ورودی اصلی قفل شده بود و افراد مسلح به سمت افرادی که سعی داشتند از میان دو ساختمان باقی‌مانده عبور کنند، شلیک کردند.

## کشته و زخمی
آژانس ملی مدیریت اضطراری (NEMA) در ۷ ژوئن گفت: حداقل ۲۲ جسد از این حمله در سردخانه بیمارستان محلی، از جمله دو کودک دیده شده و حداقل ۵۰ نفر مجروح شده‌اند.